# Justin McCarthy (politiker)
Justin McCarthy, född 22 november 1830, död 24 april 1912, var en irländsk journalist, författare och politiker.
Mccarthy var från 1857 och under ett par decennier anställd vid flera större brittiska tidningar. Han var parlamentsledamot 1879-1900 och ordförande i antiparnelliternas parti 1890-96. Mccarthy författade även romaner som Donna Quixote (1879, svensk översättning 1883), memoarverket Reminiscences (2 band, 1899), samt historiska verk som History of our own times (1-4, 1879-80, svensk översättning 1887, 5-7, 1897-1905) om drottning Viktorias regering samt History of the four Georges (2 band, 1884-1901). Den sista delen av verket skrevs av hans son Justin Huntly McCarthy, som även han utövade ett flitigt författarskap.